# Ricardo Martínez Menanteau
Ricardo Marcelo Martínez Menanteau (Santiago, 24 de febrero de 1960) es un militar chileno en retiro, que ocupó el cargo de comandante en jefe del Ejército de Chile entre el 9 de marzo de 2018 y el 2 de marzo de 2022.

## Primeros años
Desde 1972 hasta 1982 vivió junto a su familia en Quillota, a causa del traslado de su padre, Carlos Martínez Aguirre, quien era oficial de Ejército. Estudió en el Instituto Rafael Ariztía de los Hermanos Maristas.
Está casado con Cecilia Militzer Puiggener, con quien es padre de dos hijos.

## Carrera militar
Ingresó a la Escuela Militar del Libertador Bernardo O'Higgins el año 1976, graduándose de alférez en el arma de infantería el 1 de enero de 1980. Posee la especialidad primaria de oficial de Estado Mayor y secundarias de comandos y paracaidista.
De la misma manera, efectuó un magíster en administración de empresas en la Universidad Adolfo Ibáñez; un diplomado de Hemispheric Defense and Security en el Colegio Interamericano de Defensa en Estados Unidos y un diplomado de Operaciones Conjuntas en el Instituto de Cooperación de Seguridad Hemisférica en dicho país.
Paralelamente, es profesor militar de tácticas y técnicas de infantería y profesor militar de academia en la asignatura de historia militar y estrategia.
En diciembre de 2013, ascendió al grado de general de división y fue designado subjefe del Estado Mayor Conjunto. Asimismo, se desempeñó como comandante del Regimiento n.º 10 "Pudeto", director de la Escuela de Suboficiales, director de Proyectos e Investigación del Ejército y comandante en Jefe de la II División Motorizada.
El 15 de noviembre de 2017, fue designado como comandante en Jefe del Ejército por la entonces presidenta de la República Michelle Bachelet, en reemplazo del general Humberto Oviedo Arriagada, asumió oficialmente su cargo el 9 de marzo de 2018.
El 3 de noviembre de 2021 el presidente Sebastián Piñera nombró al general Javier Iturriaga del Campo como nuevo comandante en jefe del Ejército y su sucesor a partir del 9 de marzo de 2022. Sin embargo, el 2 de marzo presentó su renuncia a la comandancia en jefe tras ser llamado a declarar como inculpado en una investigación por presunto fraude. El cargo fue ejercido, de modo suplente, por el general de división Rodrigo Ventura Sancho hasta que Iturriaga asumió el cargo el 9 de marzo, en ceremonia realizada en la Escuela Militar.

### Historial militar
- 1976: Cadete de la Escuela Militar
- 1979: Alférez
- 1980: Subteniente
- 1985: Teniente
- 1990: Capitán
- 1994: Mayor
- 2000: Teniente Coronel
- 2006: Coronel
- 2010: General de Brigada
- 2013: General de División
- 2018: General de Ejército

## Distinciones y condecoraciones

### Condecoraciones nacionales
- Cruz de la Victoria
- Gran Cruz de la Victoria
- Condecoración Presidente de la República
  - Collar de la Gran Cruz
  - Gran Oficial
- Estrella Militar de las Fuerzas Armadas (Estrella Militar) (10 años)
- Estrella Militar de las Fuerzas Armadas  (Estrella Al Mérito Militar) (20 años)
- Estrella Militar de las Fuerzas Armadas (Gran Estrella Al Mérito Militar) (30 años)
- Estrella Militar de las Fuerzas Armadas (Gran Estrella Al Mérito Militar) (40 años)
- Medalla Minerva de la Academia de Guerra
- Orden O'Higginiana

### Condecoraciones extranjeras
- Gran Cruz de la Cruz al Mérito Militar,  España
- Medalla Militar “Francisco José de Caldas” (A la Aplicación),  Colombia
- Medalla “Mariscal Hermes”, en la categoría “Aplicación y Estudio”,  Brasil
- Cruz de Cruz al Mérito Militar,  España
- Army Commendation Medal,  Estados Unidos
- Medalla 18 de mayo de 1811,  Uruguay
- Gran Cruz de la Orden a los Servicios Distinguidos,  Argentina
- Gran Oficial de la Orden al Mérito Militar,  Brasil

## Causas judiciales
Paralelamente, cuando fue jefe del Estado Mayor, se apegó a la ley para no entregar los nombres de los agentes de la Central Nacional de Informaciones (CNI) que fueron recontratados por el Ejército de Chile. Además, apenas fue anunciado su nombramiento, se reveló que firmó un informe en el que se confirmaba la quema de cientos de microfilmes con información de la CNI entre 1980 y 1987.

### Viajes al extranjero
Según una investigación de Radio Bío Bío publicada el 4 de enero de 2018, en el período en que se desempeñó como subjefe del Estado Mayor (2014-2015) con el grado de general de brigada, registró 30 viajes a distintas regiones del país y al extranjero, con destino a Estados Unidos, África, Europa y América Central. El costo de estos viajes fue de 120 millones de pesos, incluyendo el pago de viáticos y los tickets aéreos.
El 28 de febrero de 2022 fue citado a declarar en la calidad de inculpado por la arista “pasajes aéreos” en el caso Fraude en el Ejército ante la ministra Romy Rutherford, de la Corte Marcial. En caso de ser procesado, podría haber sido el primer militar con dicha calidad estando activo en el cargo de comandante en jefe del Ejército, ya que anteriormente fueron procesados los excomandantes Óscar Izurieta, Juan Miguel Fuente-Alba y Humberto Oviedo. Sin embargo, renunció a su cargo antes de prestar declaración. El 1 de abril de 2022, después de que la Corte Suprema rechazara su solicitud de prestar declaración en su domicilio, Martínez acudió a la oficina de Rutherford y ejerció su derecho a guardar silencio. Tras esto, se ordenó su detención provisoria hasta que se resuelva su procesamiento. El 5 de abril fue sometido a proceso por el delito de fraude al Fisco y se decretó su prisión preventiva.

### Filtración de audios
Tras participar en una reunión supuestamente privada con cerca de 900 oficiales, el 20 de noviembre de 2018 admitió que conocía información sobre nexos entre oficiales y el crimen organizado. El discurso fue grabado por uno de los asistentes al encuentro y el 22 de noviembre fue filtrado por el medio The Clinic. A raíz de esto concurrió a primera hora del día siguiente al Palacio de La Moneda, luego de que el entonces ministro de Defensa Nacional, Alberto Espina, lo citara con carácter de urgente, ante sus dichos. El martes 27 fue citado a declarar frente a los presidentes de las comisiones de Defensa del Congreso Nacional, con el objetivo de conocer más antecedentes sobre la presunta venta ilegal de armas. Inició su presentación anunciando acciones legales en contra de los eventuales responsables de grabar su discurso en la Escuela Militar, lo que calificó de "ilegal", y posterior filtración a The Clinic. El 4 de diciembre declaró ante el fiscal Raúl Guzmán.

### Papel en las protestas en Chile de 2019
Junto con querellas de crímenes de lesa humanidad, particulares y mayormente del Frente Amplio, se prevé que posteriormente, se le cite a declarar.